# Cucut koel asiàtic
El cucut koel asiàtic (Eudynamys scolopaceus) és una espècie d'ocell de la família dels cucúlids (Cuculidae) que habita zones boscoses, terres de conreu i ciutats d'Àsia meridional, des del sud-est de l'Afganistan, el Pakistan i l'Índia cap a l'est fins a la meitat sud de la Xina i, cap al sud, a través del Sud-est Asiàtic fins a Sri Lanka, illes Maldives, Laquedives, Andaman i Nicobar, illes Grans i Petites de la Sonda, Moluques, Filipines i Nova Guinea.